# Oxytate capitulata
Oxytate capitulata là một loài nhện trong họ Thomisidae.
Loài này thuộc chi Oxytate. Oxytate capitulata được miêu tả năm 2009 bởi Guo Tang & Li.